# Сылвенское сельское поселение
Сылвенское се́льское поселе́ние — упразднённое муниципальное образование в Пермском районе Пермского края Российской Федерации.
Административный центр — посёлок Сылва.

## География
Поселение расположено на полуострове, который с трёх сторон его огибает река Сылва. Расстояние до краевого центра составляет около 30 километров. Площадь поселения составляет 94,89 км², из них 20,2 км² составляют сельхозугодья, а 14,23 км² — застроенные земли.

## История
В декабре 2004 года образовано Сылвенское городское поселение.
В феврале 2006 года городское поселение преобразовано в сельское поселение.
В 2010 году в Сылвенское сельское поселение включено упразднённое Лядовское сельское поселение.
Сылвенское сельское поселение упразднено в 2022 году в связи с преобразованием Пермского муниципального района со всеми входившими в его состав сельскими поселениями в Пермский муниципальный округ.

## Население
| 2010    | 2012    | 2013    | 2014    | 2015    | 2016    | 2017    |
| ------- | ------- | ------- | ------- | ------- | ------- | ------- |
| 10 448  | ↘10 331 | ↘10 268 | ↘10 236 | ↘10 164 | ↘10 116 | ↘10 110 |
| 2018    | 2019    | 2020    | 2021    |         |         |         |
| ↗10 113 | ↘10 105 | ↘10 100 | ↘10 008 |         |         |         |

## Населённые пункты
В состав сельского поселения входили 12 населённых пунктов.
| №  | Населённый пункт | Тип     | Население |
| -- | ---------------- | ------- | --------- |
| 1  | Алебастрово      | деревня | 25        |
| 2  | Буланки          | деревня | 8         |
| 3  | Быковка          | деревня | 13        |
| 4  | Верх-Речки       | деревня | 7         |
| 5  | Горская          | деревня | 17        |
| 6  | Ерепеты          | деревня | ↗16       |
| 7  | Заведение        | посёлок | 4         |
| 8  | Ляды             | село    | ↘1020     |
| 9  | Малая            | деревня | 444       |
| 10 | Мостовая         | деревня | 49        |
| 11 | Сылва            | посёлок | ↘8066     |
| 12 | Троица           | село    | 385       |

## Символика
Флаг Сылвенского сельского поселения был утверждён 19 июня 2007 года и внесён в Государственный геральдический регистр Российской Федерации с присвоением регистрационного номера 3606.
Описание флага гласило: «Прямоугольное полотнище с отношением ширины к длине 2:3, пламевидно разделённое по горизонтали на равные белую и синюю полосы».
Посёлок Сылва был основан в 1875 году.
Основным предприятием на территории поселения изначально был стекольный завод, в настоящее время градообразующим предприятием является крупная птицефабрика, что отражено в символике флага, так как пламевидное деление полотнища указывает на петушиный гребень, а серебро означает стекольное производство.
«Сылва» — в переводе с коми-пермяцкого — «талая вода», что тоже отражено на флаге в виде пламевидного деления: серебряные загнуто-заострённые зубцы — это сосульки, из которых и образуется талая вода — синий цвет. Сылвенское сельское поселение с трёх сторон ограничено крупной рекой Сылва, на что указывает синий цвет на флаге.
Белый цвет (серебро) — символ совершенства, мудрости, благородства, мира и взаимного сотрудничества.
Синий цвет символизирует славу, честь, верность, искренность, кроме того указывает на чистое небо и реку Сылва.
Идея флага и обоснование символики: члены конкурсной комиссии по разработке официальных символов поселения (Каледин В. И., Пьянков В. В., Макотченко Н. В., Нагуманова Н. Н., Будусова Н. А., Кочева Г. А., Головина Н. Н.). Геральдическая доработка: В. Созинов. Компьютерный дизайн: А. Парандей. Консультация: К. Mочёнов.

## Экономика
Крупнейшее предприятие на территории поселения — ОАО Птицефабрика «Пермская».